# ATC (D06)
Jest to część klasyfikacji anatomiczno-terapeutyczno-chemicznej:
- D – Dermatologia
  - D 01 – Leki przeciwgrzybicze
  - D 02 – Leki keratolityczne i działające ochronnie
  - D 03 – Leki stosowane w leczeniu ran i owrzodzeń
  - D 04 – Leki przeciwświądowe, w tym przeciwhistaminowe, znieczulające itp.
  - D 05 – Leki przeciwłuszczycowe
  - D 06 – Antybiotyki i chemioterapeutyki
  - D 07 – Kortykosteroidy
  - D 08 – Środki antyseptyczne i dezynfekujące
  - D 09 – Opatrunki lecznicze
  - D 10 – Leki przeciwtrądzikowe
  - D 11 – Inne leki dermatologiczne

Obejmuje ona antybiotyki i chemioterapeutyki:

## D 06 A – Antybiotyki do stosowania zewnętrznego
- D 06 AA – Tetracyklina i jej pochodne
  - D 06 AA 01 – demeklocyklina
  - D 06 AA 02 – chlortetracyklina
  - D 06 AA 03 – oksytetracyklina
  - D 06 AA 04 – tetracyklina
- D 06 AX – Inne
  - D 06 AX 01 – kwas fusydowy
  - D 06 AX 02 – chloramfenikol
  - D 06 AX 04 – neomycyna
  - D 06 AX 05 – bacytracyna
  - D 06 AX 07 – gentamycyna
  - D 06 AX 08 – tyrotrycyna
  - D 06 AX 09 – mupirocyna
  - D 06 AX 10 – wirginiamycyna
  - D 06 AX 11 – ryfaksymina
  - D 06 AX 12 – amikacyna
  - D 06 AX 13 – retapamulina
  - D 06 AX 14 – ozenoksacyna
  - D 06 AX 15 – ryfampicyna

## D 06 B – Chemioterapeutyki do stosowania zewnętrznego
- D 06 BA – Sulfonamidy
  - D 06 BA 01 – sól srebrowa sulfadiazyny
  - D 06 BA 02 – sulfatiazol
  - D 06 BA 03 – mafenid
  - D 06 BA 04 – sulfametyzol
  - D 06 BA 05 – sulfanilamid
  - D 06 BA 06 – sulfamerazyna
  - D 06 BA 51 – sól srebrowa sulfadiazyny w połączeniach
- D 06 BB – Leki przeciwwirusowe
  - D 06 BB 01 – idoksurydyna
  - D 06 BB 02 – tromantadyna
  - D 06 BB 03 – acyklowir
  - D 06 BB 04 – podofilotoksyna
  - D 06 BB 05 – inozyna
  - D 06 BB 06 – pencyklowir
  - D 06 BB 07 – lizozym
  - D 06 BB 08 – ibacytabina
  - D 06 BB 09 – edoksudyna
  - D 06 BB 10 – imikwimod
  - D 06 BB 11 – dokozanol
  - D 06 BB 12 – sinekatechina
  - D 06 BB 53 - acyklowir w połączeniach
- D 06 BX – Inne
  - D 06 BX 01 – metronidazol
  - D 06 BX 02 – mebutynian ingenolu
  - D 06 BX 03 – tyrbanibulina

## D 06 C – Antybiotyki i chemioterapeutyki w połączeniach
Aktualnie w klasyfikacji ATC nie ma leków w tej kategorii